# Gouden Driehoek (drielandenpunt)

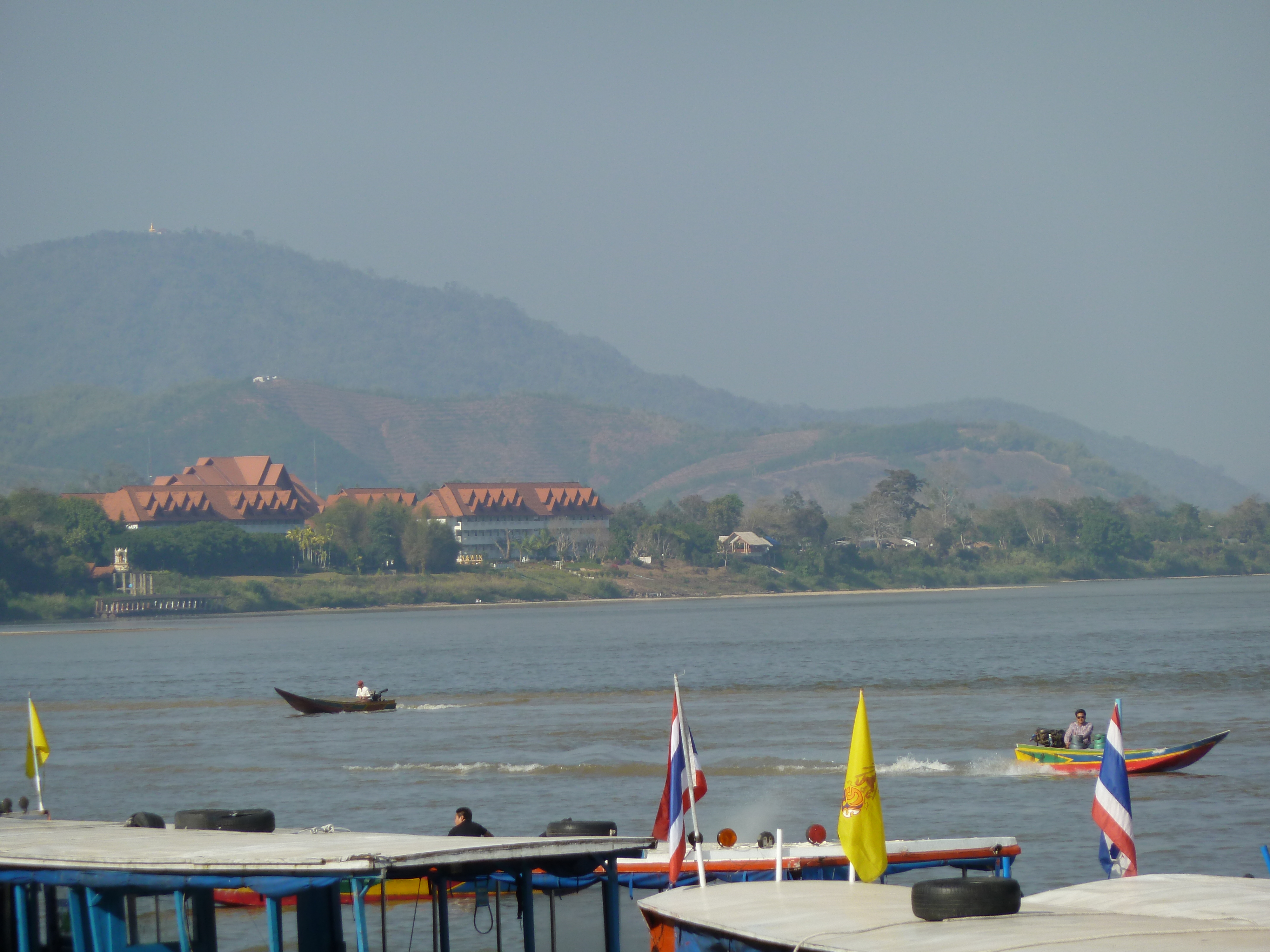
Het Golden Triangle Paradise Resort in Myanmar

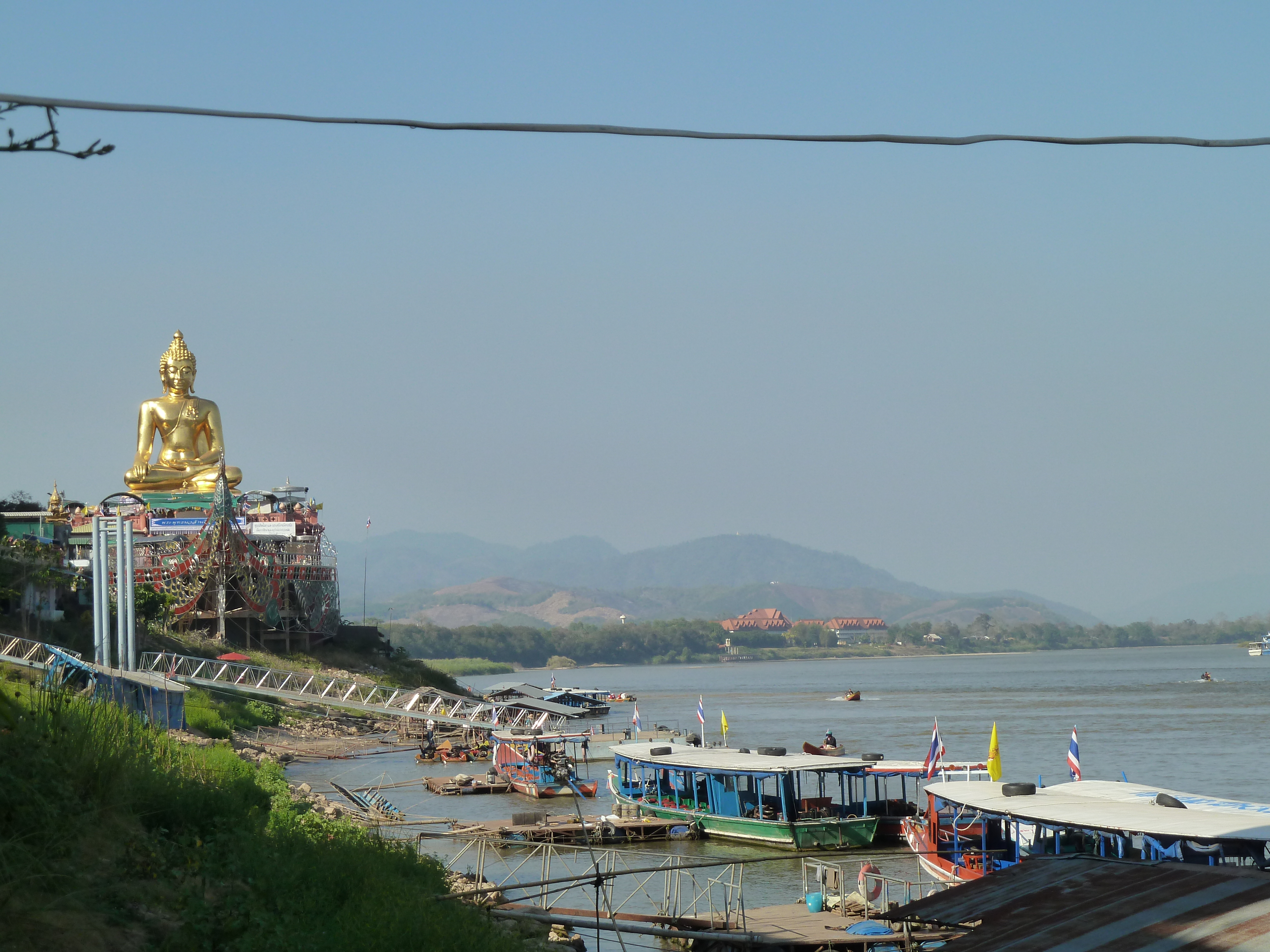
Een Thais gebouw; op de achtergrond het Golden Triangle Paradise Resort in Myanmar

De Gouden Driehoek is het drielandenpunt tussen de landen Laos, Myanmar en Thailand. Het ligt nabij Sop Ruak, op de plaats waar de Ruak in de Mekong uitmondt. De Gouden Driehoek was vroeger het hart van de opiumhandel, maar is nu een toeristische trekpleister.
Net over de grens in Myanmar ligt het casino Golden Triangle Paradise Resort, omdat gokken in Thailand verboden is.